# North of Scotland Cup 2010–11
North of Scotland Cup 2010–11 với đội vô địch là Forres Mechanics.

## Các đội tham gia mùa giải 2010–11
- Brora Rangers
- Clachnacuddin
- Forres Mechanics
- Fort William
- Golspie Sutherland
- Halkirk Utd
- Inverness Caledonian Thistle
- Lossiemouth
- Muir of Ord
- Nairn County
- Rothes
- Strathspey Thistle
- Thurso
- Wick Academy[1]

## Vòng Một

### Phía Bắc
| 24 tháng 7 năm 2010 | Clachnacuddin | 2 − 1 | Halkirk Utd | Grant Street Park, Inverness |
| 15:00 BST           |               |       |             |                              |

| 28 tháng 7 năm 2012 | Golspie Sutherland | 1 − 1 (s.h.p.) (1 − 3 p) | Inverness Caledonian Thistle | King George V Park, Golspie |
| 20:00 BST           |                    |                          |                              |                             |

| 28 tháng 7 năm 2010 | Wick Academy | 5 − 2 | Brora Rangers | Harmsworth Park, Wick |
| 20:00 BST           |              |       |               |                       |

### Phía Đông
| 27 tháng 7 năm 2010 | Fort William | 3 − 1 | Muir of Ord Rovers | Claggan Park, Fort William |
| 20:00 BST           |              |       |                    |                            |

| 27 tháng 8 năm 2010 | Nairn County | 4 − 0 | Strathspey Thistle | Seafield Park, Grantown-on-Spey |
| 20:00 BST           |              |       |                    |                                 |

| 28 tháng 7 năm 2010 | Rothes | 1 − 3 | Forres Mechanics | Mackessack Park, Rothes |
| 19:30 BST           |        |       |                  |                         |

## Vòng Hai

### Phía Bắc
| 10 tháng 8 năm 2010 | Clachnacuddin | 3 − 4 | Inverness Caledonian Thistle | Grant Street Park, Inverness |
| 19:30 BST           |               |       |                              |                              |

| 11 tháng 8 năm 2010 | Thurso | 2 − 2 (s.h.p.) (4 − 5 p) | Wick Academy | Harmsworth Park, Wick |
| 20:00 BST           |        |                          |              |                       |

### Phía Đông
| 10 tháng 8 năm 2010 | Fort WIlliam | 2 − 4 | Nairn County | Claggan Park, Fort William |
| 20:00 BST           |              |       |              |                            |

| 11 tháng 8 năm 2012 | Forres Mechanics | 3 − 2 | Lossiemouth | Mosset Park, Forres |
| 20:00 BST           |                  |       |             |                     |

## Bán kết

### Phía Bắc
| 24 tháng 8 năm 2012 | Inverness Caledonian Thistle | 1 − 3 | Wick Academy | Harmsworth Park, Wick |
| 19:30 BST           |                              |       |              |                       |

### Phía Đông
| 24 tháng 8 năm 2010 | Forres Mechanics | 1 − 0 | Nairn County | Mosset Park, Forres |
| 20:00 BST           |                  |       |              |                     |

## Chung kết
| Wick Academy | 2 − 3 | Forres Mechanics |
| ------------ | ----- | ---------------- |
|              |       |                  |